# USS Snook (SS-279)
Pour les autres navires du même nom, voir USS Snook.
L'USS Snook (SS-279) est un sous-marin de classe Gato en service dans l'United States Navy pendant la Seconde Guerre mondiale.
Sa quille est posée le 17 avril 1942 au chantier naval de Portsmouth à Kittery, dans le Maine. Il est lancé le 15 août 1942, parrainé par Mme Audrey Emanuel Dempsey (épouse du lieutenant James C. Dempsey) ; et mis en service le 24 octobre 1942 sous le commandement du lieutenant commander Charles O. Triebel.

## Historique
Le Snook rejoint Pearl Harbor en mars 1943. Au cours de son service opérationnel (du 11 avril 1943 au 8 avril 1945), le submersible effectua neuf patrouilles de guerre, opérant principalement en Asie du Sud-Est et dans le Pacifique.
Lors de ces missions, il coula 17 navires ennemis totalisant 77 459 tonnes et en endommagea 4 autres totalisant 23 246 tonnes. L'une de ses attaques la plus connue eut lieu le 23 octobre 1944 lorsqu'il attaqua un grand convoi japonais dans le détroit de Luçon, au cours duquel il coula trois navires ; l'un d'eux, l'Arisan Maru, transportait 1 800 prisonniers de guerre américains, dont la plupart n'ont pas survécu au naufrage.
Le 8 avril 1945, alors qu'il se rendait en mer de Chine méridionale, il signala pour la dernière fois sa position à l'est de Taïwan, en Chine, à l'un des sous-marins de son groupe wolfpack, l'USS Tigrone. Il est une première fois contacté par le Tigrone le lendemain, sans succès. Quatre jours plus tard, le Snook reçut l'ordre de secourir un aviateur américain au large des îles Ryukyu, au Japon, mais le commandement américain ne reçut aucune réponse. Le 20 avril, lorsqu'un avion de transport britannique fut abattu dans la zone assignée par le Snook qui resta silencieux, l'USS Bang est dépêché dans la zone et sauve les aviateurs tout en ne retrouvant aucune trace du submersible. Il fut présumé coulé le 16 mai, de causes inconnues.

## Décorations
Le Snook a reçu sept Service star pour son service pendant la Seconde Guerre mondiale.